# 1998 في الإكوادور
فيما يلي قوائم الأحداث التي وقعت خلال عام 1998 في الإكوادور.

## سياسة

### تعيين في المنصب
- 10 أغسطس – جوستافو نوبوا نائب رئيس الإكوادور.

## رياضة
- 1 يناير – الدوري الإكوادوري لكرة القدم 1998 الفائز إل. دي. يو. كيتو.

## مواليد

### مايو
- 31 مايو – أندرسون خوليو لاعب كرة قدم إكوادوري.

### أغسطس
- 21 أغسطس – ألان فرانكو

## وفيات

### يناير
- 1 يناير – سارا شاكون زونيغا (مواليد 1914)

### أبريل
- 20 أبريل – ألفريدو بالاسيو مورينو (مواليد 1912)